# 귀인 장씨 (인조)
귀인 장씨(貴人 張氏, 1619년 3월 16일 ~ 1671년 1월 24일)는 조선 인조의 간택 후궁이다.

## 생애
본관은 덕수(德水)이고 1619년(광해군 14년) 3월 16일에 태어났다. 어머니는 한산 이씨(韓山 李氏)이고 아버지는 장류(張留)인데 품계는 정3품 통훈대부(通訓大夫)이고 관직은 정‧종6품 별제(別提)이다. 1635년(인조 13년) 음력 3월 11일, 숙의(淑儀) 간택령이 내려져 삼간택을 거쳐 이 해 음력 8월 16일 숙의로 뽑혔으며, 이현궁에서 한 달간 머물다가 인조의 친영을 받고 입궐했다. 신하들의 강압이 아닌 인조의 자의로 숙의 간택이 결정되어 뽑혔고, 가례청이 설치되고 인조의 어머니인 인헌왕후 구씨가 왕모(王母) 자격으로 머물었던 이현궁에서 인조의 친영을 받는 등 왕후에 준하는 파격적인 예우로 후궁 생활에 입진했으나 결국 인조의 사랑을 받진 못했다.
입궁한 해인 1635년(인조 13년) 12월 9일에 인조의 초비(初妃)인 인렬왕후가 난산으로 사망했다. 인렬왕후의 담제를 마친 후인 1637년(인조 15년) 3월 27일, 인조가 '계비는 예로부터 해독은 있으나 유익함은 없었다.'는 이유를 들며 계비를 세우지 않겠다고 선언함으로써 왕비 승봉의 기회가 사라진다. 그러나 같은 해 인렬왕후의 3년상 절차를 모두 마친 뒤인 12월, 인조가 계비를 세우지 않겠다고 했던 뜻을 번복하고, 새로이 처녀를 뽑아 계비로 삼겠다며 계비 간택령과 금혼령을 내렸다.
1638년(인조 16년) 12월 2일, 인조의 계비가 된 장렬왕후의 책비례가 있었으며, 새로운 내명부 수장이 등극하면 응당 베풀어지는 관례대로 생존 중인 선왕과 현왕의 후궁 중에서 정1품을 제외한 후궁을 진봉해주는 절차에 1품계 승급하여 정2품 소의가 됐으며, 인조의 승은 후궁인 숙원 조씨(훗날의 귀인 조씨)는 정4품 소원이 됐다. 1640년(인조 18년) 8월 27일에 다시 1품계 승급하여 종1품 귀인으로 승봉했다.
1671년(현종 12년)에 사망하여 예장(禮葬)되었다.

## 가족 관계
본가 덕수 장씨
- 조부 : 선무랑 장경해(宣務郎 張慶海)
- 조모 : 평산 신씨(平山 申氏) - 참봉 신복령(參奉 申福齡)의 딸
  - 부친 : 통훈대부 행귀후서별제 장류(通訓大夫 行歸厚署別提 張留, 1601 ~ 1664)
  - 모친 : 한산 이씨(韓山 李氏, 1600 ~ 1667) - 선무랑 이준(宣務郎 李畯)의 딸
    - 언니 : 덕수 장씨(德水 張氏)
    - 형부 : 오정(吳鼎) - 보성 오씨(寶城 吳氏)
      - 조카 : 진사 오세태(進士 吳世泰)
      - 조카 : 오세주(吳世周)
      - 조카 : 지사 오세화(知事 吳世華)
      - 조카 : 오세성(吳世城)
      - 조카 : 오세상(吳世相)
      - 조카 : 오세옥(吳世玉)

    - 동생 : 진사 장관(進士 張觀, 1639 ~ 1679)
    - 올케 : 선산 임씨(善山 林氏, 1636 ~ 1697) - 선무랑 임극충(宣務郎 林克忠)의 딸
      - 조카 : 장진식(張震栻, 1660 ~ 1735)
      - 질부 : 창녕 성씨(昌寧 成氏, 1659 ~ 1721) - 검열 성현(檢閱 成玹)의 딸
      - 조카 : 병절교위 장이식(秉節校尉 張以栻, 1673 ~ 1750)
      - 질부 : 청주 최씨(淸州 崔氏, 1676 ~ 1741)

    - 동생 : 장근(張覲) - 백부 진사 장진(進士 張晋)과 백모 문화 류씨(文化 柳氏)에게 출계
    - 올케 : 제주 고씨(濟州 高氏) - 첨절제사 고상흘(僉節制使 高尙屹)의 딸
      - 조카 : 장여식(張汝栻)
      - 질부 : 경주 노씨(慶州 盧氏) - 노중창(盧重昌)의 딸
      - 조카 : 장후식(張後栻)
      - 질부 : 파평 윤씨(坡平 尹氏) - 윤지훈(尹之訓)의 딸
      - 조카 : 장세식(張世栻)
      - 질부 : 여흥 민씨(驪興 閔氏)

왕가 전주 이씨
- 시부 : 원종(元宗, 1580~1619)
- 시모 : 인헌왕후 구씨(仁獻王后 具氏, 1578~1626)
  - 남편 : 인조(仁祖, 1595~1649)

## 귀인 장씨가 등장하는 작품
- 《궁중잔혹사 - 꽃들의 전쟁》 (JTBC, 2013년~2013년 배우:이혜은)